# Ilse Hempel Lipschutz
Ilse Hempel Lipschutz (nacida Ilse Hempel; Bönnigheim, 19 de agosto de 1923 - Poughkeepsie, 22 de junio de 2005) fue una romanista estadounidense.

## Vida
Ilse Hempel era hija de Joseph Hempel y Fanny Würzburger, su hermana mayor, Marion, quería ser médico. Tras la aprobación de las leyes de Núremberg, aunque el padre tenía un permiso de trabajo para Suiza, las autoridades suizas rechazaron a la familia y la familia huyó a Francia en 1936. En 1944 lograron escapar a España, desde donde emigraron a Estados Unidos tras el fin de la guerra en 1946. 
A partir de 1933 Ilse Hempel asistió a una escuela primaria en Constanza; de 1936 a 1941 estudió en el Lycée Victor-Duruy en París y estudió Filología románica en la Sorbona. En 1943 recibió el Diplôme Français à l'Etranger, en 1944 el License ès Lettres y el diploma Études supérieures. En España se graduó en 1946 con el Diploma de Estudios Hispánicos. En Estados Unidos estudió de 1947 hasta 1951 en el Radcliffe College, donde trabajó como profesora becaria. Recibió una maestría en 1948 y un doctorado de la Universidad de Harvard en 1957. Se casó con el ingeniero Lewis Drucker Lipschutz en 1952 y tuvieron cuatro hijos. 
Hempel Lipschutz trabajó a partir 1951 en el Vassar College, en Poughkeepsie, hasta 1958 como instructor de francés, hasta 1963 como profesor asistente, hasta 1972 como profesor asociado y luego como profesor. En 1992 se jubiló. 
La investigación de Hempel Lipschutz se centró en la pintura y la literatura en Francia y España en el siglo XIX. Publicó sobre Goya, Murillo y Gautier. Recibió invitaciones desde España para estancias de investigación y conferencias en el Museo del Prado, en la Universidad Internacional Menéndez Pelayo, en la Fundación Ramón Areces (Madrid) y en la Universidad Complutense. Desde 1986 era miembro del consejo de la Société Théophile Gautier (París).

## Obra (selección)
- The Discovery of Spanish Painting in Early Nineteenth Century France. Dissertation 1958
- Hempel Lipschutz, Ilse (1961). «El despojo de obras de arte en España durante la Guerra de la Independencia». Arte Español. Revista de la Sociedad Española de Amigos del Arte (Madrid) XXIII.
- Spanish Painting and the French Romantics. Harvard Studies in Romance Languages. Cambridge, Mass., 1972
- María de los Santos García Felguera: La fortuna de Murillo. Mitarbeiterin Ilse Hempel Lipschutz. Sevilla : Diputación Provincial de Sevilla, 1989